# 蕙风词话
《蕙风词话》是晚清词学家况周颐撰写编辑的一部词学批评作品，与王国维的《人间词话》被誉为“双璧”，又与陈廷焯的《白雨斋词话》合称“晚清三大词话”。

## 背景
况周颐（1859年 - 1926年），原名周儀，字夔笙，一字揆孫，晚號蕙風詞隱，臨桂（今廣西桂林）人，为晚清詞學四大家之一。况周颐所著词学著作甚多，《蕙风词话》是其最为著名的作品。况氏晚年时在其早年所著多部词话（如《香海棠馆词话》、《餐樱糜词话》、《珠花簃词话》）的基础上增删、勘定，写成《蕙风词话》，于1924年刻于《惜阴堂丛书》，后由唐圭璋收入《词话丛编》。1936年，唐圭璋又从况氏的多部作品中摘录出一些论述，集为《蕙风词话续编》，分期发表于《艺文丛刊》，亦收入《词话丛编》。

## 释名
“蕙风”取自屈原《悲回风》“悲回风之摇蕙兮”。况周颐寓居南京时的书斋即名为“蕙风簃”。